# Acropora papillare
Acropora papillare là một loài san hô trong họ Acroporidae. Loài này được Latypov miêu tả khoa học năm 1992.